# The CITY
『the CITY』（ザ・シティ）は、2018年3月14日に発表されたサニーデイ・サービス通算12作目のスタジオ・アルバム。

## 解説
前作「Popcorn Ballads」以来9ヶ月ぶりとなる本作は、ストリーミングでの配信開始の前日に発表されることが告知され、その翌日に配信開始。約1ヶ月後の4月25日にレコードでの販売が開始された。元々、CDでの販売は予定されておらず、2021年現在でもLP以外のフィジカルでの販売はされていない。
本作は、他作品の制作において溢れたアイデアなどをかき集めそれを練り直した楽曲が多く、4年前に録音された音源もある。それについて曽我部は「もともとは『the CITY』ってアルバムを作ろうとしたわけじゃないんです。そうじゃなくて、制作の〈霞〉のような、〈澱〉のような……。制作過程でかたちにならなかったものとか、零れ落ちたものとか、その〈滓〉とかね、そういうものなんですよ。」と述べている。また、それを作品としてまとめるため、強引にシームレスに繋いだらしい。本作のコンセプトとして、「『Popcorn Ballads』をCD化するときに、配信のままでは納得いかないなあと思って。外伝のようなものをくっつけて、CD2枚組か3枚組の〈Popcorn Ballads and the CITY〉っていうアルバムにしようと思ったんです。『Popcorn Ballads』という映画を一本観た後、映画館を出て、その歩いてる街の風景も全部ひっくるめた〈Popcorn Ballads and the CITY〉っていうアルバムにしようかなあと。」「でも、そのうちホントに収拾がつかなくなって、『Popcorn Ballads』だけで一回まとめたのが〈完全版〉で。そこには〈Popcorn Ballads and the CITY〉から入ったものもあるんですよね、泉まくらちゃんをフィーチャリングした曲（“はつこい”）とか。『the CITY』は、そこからこぼれたものなんです。」と述べている。また、「Popcorn Ballads」発表時のインタビューでは次の作品は「次のアルバムはアイデアとか方法論とかじゃなく、とにかくいい曲が10曲入ってる丸裸なやつがいいなと思ってて。アナログテープで録ったバンドサウンド10曲入りのアルバムを作りたい。」と述べられたり、ヒップホップのミニアルバムを作りたいとも述べていた。

## 収録曲

### 配信版:ROSE-218
1. ラブソング
2. ジーン・セバーグ
3. Tokyo Sick feat. MARIA
4. おばあちゃんのドライフラワー
5. 甲州街道の十二月
6. 23時59分 feat. MC松島
7. イン・ザ・サン・アゲイン 3 ジュース feat. bonstar
8. 音楽
9. さよならプールボーイ feat. MGF
10. ザッピング feat. 髙城晶平(cero)
11. 卒業
12. 雨はやんだ feat. 尾崎友直
13. すべての若き動物たち HAIR STYLISTICS REMIX
14. 完全な夜の作り方
15. 熱帯低気圧
16. シックボーイ組曲
17. 町は光でいっぱい

### 配信版:ROSE-218X
side A
1. ラブソング
2. ジーン・セバーグ
3. Tokyo Sick feat. MARIA
4. おばあちゃんのドライフラワー
5. 甲州街道の十二月

side B
1. 23時59分 feat. MC松島
2. イン・ザ・サン・アゲイン 3 ジュース feat. bonstar
3. 音楽
4. さよならプールボーイ feat. MGF

side C
1. ザッピング feat. 髙城晶平(cero)
2. 卒業
3. 雨はやんだ feat. 尾崎友直
4. すべての若き動物たち HAIR STYLISTICS REMIX

side D
1. 完全な夜の作り方
2. 熱帯低気圧
3. シックボーイ組曲
4. 町は光でいっぱい